# Бур (село)
Бур (эвенк. Бур — остров) — село в Катангском районе Иркутской области России.

## География
Село стоит на реке Непе.

## Топонимика
Название происходит от эвенкийского бур — остров.

## Население
| 2002 | 2010 | 2011 | 2012 |
| ---- | ---- | ---- | ---- |
| 153  | ↘122 | ↘121 | ↘115 |

По данным Всероссийской переписи населения 2010 года население НП составило 122 человека, из них 62 мужчины и 60 женщин.

## Власть
Село в административном плане относится к Непскому муниципальному образованию Катангского района Иркутской области.